# El Boquerón, Oaxaca
El Boquerón är en ort i Mexiko.   Den ligger i kommunen Heroica Ciudad de Tlaxiaco och delstaten Oaxaca, i den sydöstra delen av landet, 290 km sydost om huvudstaden Mexico City. El Boquerón ligger 2 160 meter över havet och antalet invånare är 112.
Terrängen runt El Boquerón är kuperad. Runt El Boquerón är det glesbefolkat, med 14 invånare per kvadratkilometer. Närmaste större samhälle är Heroica Ciudad de Tlaxiaco, 5,4 km väster om El Boquerón. Trakten runt El Boquerón består i huvudsak av gräsmarker.